# Destinazione stelle

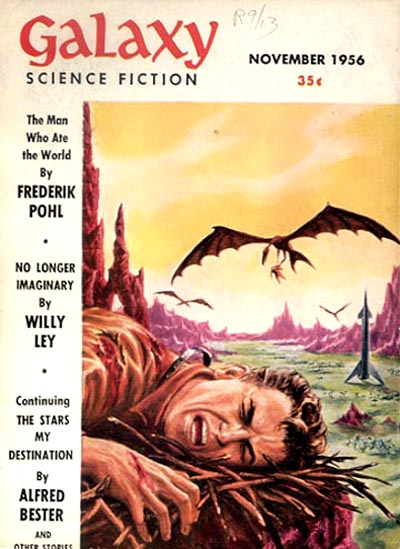

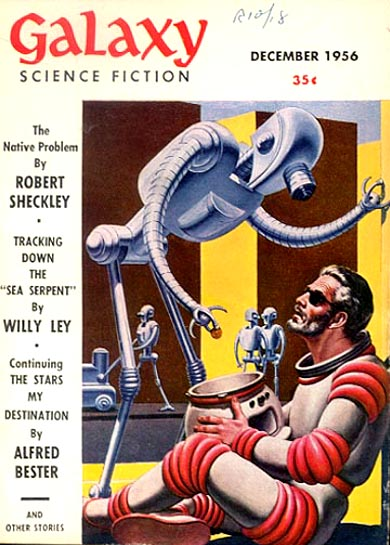

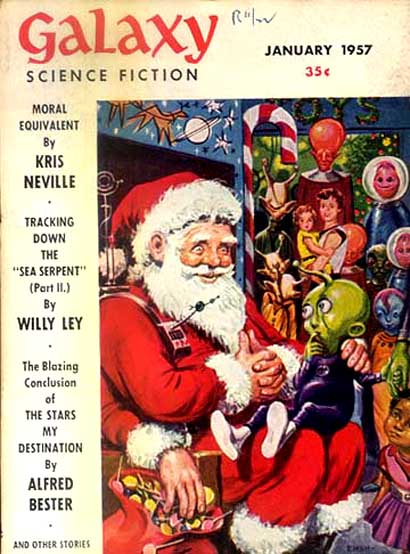

Destinazione stelle o La tigre della notte (titolo originale The Stars My Destination o Tiger! Tiger!) è un romanzo di fantascienza di Alfred Bester del 1956.

## Trama
Ventiquattresimo secolo. L'essere umano è divenuto padrone del sistema solare. Da lungo tempo è in corso una guerra tra i Pianeti Interni (Venere, Terra e Marte) e i Satelliti Esterni (Ganimede, Io, Callisto ed Europa di Giove, Titano e Rea di Saturno e Tritone di Nettuno), guerra provocata dalla scoperta più importante di tutti i tempi, lo jaunto, ovvero la capacità degli esseri umani di teletrasportarsi con la sola forza del pensiero in qualsiasi luogo della Terra, a patto di essere a conoscenza delle coordinate. Lo Jaunto prende il nome da Charles Fort Jaunte, lo scienziato che per pura casualità scoprì questo potere. Dopo un attacco da parte dei Satelliti Esterni, dell'astronave Nomade rimase solo lo scheletro; l'equipaggio era stato decimato e solo un uomo era rimasto in vita: Gulliver Foyle. Foyle era un giovane meccanico, lo "stereotipo dell'uomo comune" dotato di un "potenziale intellettuale bloccato dalla mancanza di ambizioni", come si legge sui registri ufficiali della Marina dei Pianeti Interni. Restò in trappola sulla Nomade per sei mesi esclusivamente in compagnia del suo istinto di sopravvivenza. Era convinto che la sua destinazione fosse ormai la morte, ma un giorno fu costretto a ricredersi: di fronte agli occhi increduli del rozzo meccanico apparve la Vorga, una nave amica, perché, come la Nomade, anche questa era di proprietà del più potente clan della Terra: Il Clan Presteign. Foyle lanciò più volte le segnalazioni di salvataggio, ma la Vorga gli voltò le spalle e lo abbandonò al suo triste destino. Da allora in poi l'istinto di sopravvivenza fu sostituito dal sentimento di vendetta che animò Foyle per una parte consistente della sua vita. Grazie alla spinta infusagli dall'accecante bisogno di vendicarsi, Foyle riuscì in qualche modo a salvarsi, e, dopo svariate peripezie, ritornò sulla Terra, la sua patria.
Sulla Terra, Foyle cercherà in modo maldestro di distruggere la Vorga, verrà braccato, imprigionato e, dopo essere fuggito, rincorso nuovamente da potenti uomini di affari e da un funzionario del controspionaggio. Scoprirà che la Nomade trasportava un preziosissimo carico: lingotti di platino e PyrE, un esplosivo termonucleare molto potente che sarebbe stato decisivo nella guerra contro i Satelliti Esterni. Questo era il motivo principale per cui era ricercato, solo lui era a conoscenza della posizione di quello che era rimasto della nave e del suo carico. Foyle deciderà dunque di ritornare sulla Nomade e di impossessarsi del bottino, rimandando la sua vendetta.
Gully Foyle acquisì una nuova identità. Grazie alle ricchezze accumulate con la vendita dei lingotti di platino si trasformò in Geoffrey Fourmyle de Cerere, un nobile buffone di ceto altolocato divenuto famoso presso i circoli aristocratici terrestri per il suo circo itinerante, il Four Mile Circus (in italiano "Circo sette chilometri"). L'obiettivo di Fourmyle era rimasto quello di un tempo: distruggere la Vorga e punire l'individuo che aveva dato l'ordine di lasciarlo marcire nello spazio. Dopo una lunga serie di ricerche, Fourmyle scoprì che a dare l'ordine di abbandonarlo sulla Nomade fu Olivia, la figlia di Presteign di cui si era precedentemente innamorato durante una festa. Il desiderio di vendicarsi scomparve e in lui nacque un improvviso bisogno di redenzione. Tante erano state le brutalità commesse per raggiungere a qualsiasi costo il suo scopo. Intanto la sua copertura era saltata e si trovò solo ad affrontare l'intero sistema solare. Presteign e il Controspionaggio centrale esigevano i dieci chili di PyrE, l'uno per questioni di proprietà, l'altro per questioni politiche, i Satelliti Esterni lo cercavano, non solo per l'esplosivo, ma anche per il suo straordinario potere: Foyle era capace di jauntare nello spazio. Ci era riuscito senza essersene reso conto quando si trovava sulla Nomade. Uno jaunto di 900.000 chilometri.
Foyle fu catturato, ma le rivelazioni dell'androide barista di casa Presteign andato in corto circuito lo aiutarono a riconsiderare il suo posto nell'universo. Con la capacità di jauntare nello spazio avrebbe potuto insegnare agli uomini come raggiungere le stelle e se loro avessero voluto seguirlo, li avrebbe guidati verso nuovi mondi da colonizzare.